# Antanas Karčiauskas
Antanas Karčiauskas – litewski strzelec, medalista mistrzostw świata.

## Kariera
Karčiauskas zdobył jeden medal mistrzostw świata. Na zawodach w 1937 roku został srebrnym medalistą w pistolecie szybkostrzelnym z 25 m drużynowo (skład zespołu: Pranas Giedrimas, Antanas Karčiauskas, Antanas Mažeika, Vladas Nakutis, Kazys Sruoga). Indywidualnie uplasował się na 35. miejscu. Zajął też 22. pozycję w karabinie małokalibrowym leżąc z 50 m.
Multimedalista mistrzostw Litwy i wielokrotny rekordzista Litwy.

## Wyniki

### Medale mistrzostw świata
Opracowano na podstawie materiałów źródłowych:
| Mistrzostwa   | Konkurencja                              | Wynik                   | Miejsce |
| ------------- | ---------------------------------------- | ----------------------- | ------- |
| Helsinki 1937 | Pistolet szybkostrzelny, 25 m, drużynowo | 244 lub 91 pkt. (druż.) | srebro  |